# Thalassodes zothalmia
Thalassodes zothalmia är en fjärilsart som beskrevs av Louis Beethoven Prout 1933. Thalassodes zothalmia ingår i släktet Thalassodes och familjen mätare. Inga underarter finns listade i Catalogue of Life.